# Carl Heinrich Schünemann
Carl Heinrich Schünemann (* 1780; † 1835 in Bremen) war ein Bremer Kaufmann und Verleger.

## Biografie
Carl Schünemann  kam um 1803 aus Lübeck nach Bremen. Der junge Kaufmann erwarb das Bürgerrecht der Hansestadt Bremen. Er kaufte das Haus Zweite Schlachtpforte Nr. 7. Im Jahr 1809 übernahm er die Spielkartenfabrik Joachim Deetjen und er verlegte diese von Vegesack nach Bremen. 1810 gründete er – noch unter napoleonischer Herrschaft  – für die Bereiche Buchdruck und Zeitungen den Schünemann Verlag.  Noch heute ist das Traditionshaus in seinem Stammsitz, dem direkt an der Weser liegenden Schünemann-Haus, ansässig und  damit der älteste noch am Gründungsort bestehende Verlag Deutschlands.
1812 wurde er Gesellschafter der Buchdruckerei Simon Ernsting. Hier wurde 1812 die Departementzeitung – das Journal du Département des Bouches du Weser in deutscher und französischer Sprache gedruckt. Aus dieser Zeitung entstand schon 1813 die Neue Bremer Zeitung, die bis 1815 von Schünemann gedruckt wurde. Ernsting schied 1815 aus dem Betrieb aus und Schünemann erwarb die Konzession für die Druckerei, verlor aber Rechte an der Zeitung an die Buchhandlung Heyse.
1817 erhält er auch eine Konzession für einen Buchverlag und 1829 wurde ihr eine Sortimentsbuchhandlung angegliedert. Der Laden Museum der neuen Literatur befand sich in der Obernstraße 11 und verlagerte sich 1833 zur Obernstraße 35. 1835 siedelte er dieses Geschäft in sein Stammhaus in die Zweite Schlachtpforte und nannte es schlicht Carl Schünemann Buchhandlung. Die Buchhandlung sollte ab 1845 unter Beibehalten des Namens von Johann Kühtmann übernommen werden. 1847 erlosch dann der bisherige Unternehmensname.
In dem damals noch kleineren Haus Nr. 7 in der Zweiten Schlachtpforte bestanden das Unternehmen Papierhandlung, Spielkartenfabrik, Buchdruckerei und Verlagsbuchhandlung Carl Schünemann.

## Nachwirkungen
Gustav Bernhard Schünemann  (1815–1865) und Carl Eduard Schünemann (1855–1921) folgten dem Unternehmensgründer in der Führung des Betriebes. 1833 entstanden die Bremer Wöchentlichen Nachrichten, ab 1854 Bremer Nachrichten genannt; zunächst als Anzeigenblatt und ab 1871 als Tageszeitung, die zunächst bei Schünemann gedruckt und 1860 von dem Verlag ganz übernommen wurde. Zwischen 1860 und 1974 – mit Ausnahme der Jahre 1936 bis 1949 – gab der Schünemann Verlag die Bremer Nachrichten heraus.
1844 erschien erstmals die überregionale Wirtschaftszeitung, die Weser-Zeitung, die auch bei Schünemann gedruckt wurde. Um 1849 wurden hier auch gedruckt: das Vegesacker Wochenblatt, die Tageschronik und ab 1859 der Bremer Telegraph.
Der Betrieb erweiterte sich in der Zweiten Schlachtpforte um die Häuser Nr. 5, 6 und 8. Ein Neubau entstand von 1926 bis 1928.
Namensgeber des heutigen Verlagshauses war Carl Eduard Schünemann, der von 1880 bis 1921 die Geschicke des Unternehmens leitete.